# Курильський бобтейл
Курильський бобтейл (англ. Kurilian bobtail, KBL, KBS)  — порода куцохвостих кішок, що виникла природним шляхом.

## Історія
Домашні кішки в епоху середньовіччя, а може навіть раніше, потрапили на Курильські острови й вели дикий і напівдикий спосіб життя. Можливо, японські моряки залишили японського бобтейла. Коли на Курили потрапили російські переселенці, ймовірно, вони завезли сибірських кішок, яким курильський бобтейл зобов'язаний своєю довгою шерстю. Стандарт був зареєстрований у WCF, CFA.

## Характер
Кішки курильського бобтейла — дуже стрибучі тварини саме завдяки особливостям будови тіла (задні кінцівки набагато довші, ніж передні). Мають незвичайний хвіст у вигляді помпона. Зовні вони чимось нагадують кролика. Пересуваються своєрідною ходою, що нагадує шкутильгання, або стрибками. Вони розумні, спритні, рухливі. Дуже прив'язуються до людей. Люблять підносити кинутий м'яч. Поводженню властиві деякі собачі риси. Мають пристрасть до води, із задоволенням купаються. Бобтейл не має запаху, тому зручний для утримання в приміщенні.

## Зовнішній вигляд
Кішки курильського бобтейла — це мускулясті, компактні тварини середніх розмірів. Тіло міцне, сильне, але не грубе. Круп плавно піднятий. Кінцівки високі, міцні. Задні трохи довші, ніж передні. Лапи круглі, невеликі, широкі. Хвіст короткий, у вигляді помпона, може бути з численними заломами в різних напрямках. Хвіст складається з 2-10 хребців. Видима довжина його не повинна перевищувати 5-13 сантиметрів. Шерсть на хвості довша й густіша, ніж на корпусі. При експертизі вказується кількість хребців, кількість заломів, їхня рухливість і видима довжина хвоста.
Голова пропорційна, має форму рівнобедреного трикутника, округлих ліній. Лоб з невеликим переходом до носа. Вилиці низькі. Щоки повні. Ніс прямий і досить широкий. Підборіддя сильне. Вуха великі, високо й широко поставлені. Мають незначний нахил уперед. Очі середньої величини, мигдалеподібної форми, трохи косо поставлені. Колір допускається будь-який, відповідний до забарвлення.
Стандарт визнає дві варіації породи: як з довшою шерстю, так і коротшою. Експертиза проходить роздільно. У короткошерстого курильського бобтейла шерсть коротка, тонка. Підшерстя помітне, щільне. Довжина шерсті збільшується в нижній і задній частинах тіла.
У напівдовгошерстого — тонка, довга й середньої довжини шерсть. Підшерстя помітне, щільне. Добре розвинене прикрашальне волосся. Довжина шерсті збільшується в нижній і задній частинах тіла. Хвіст значно опушений. Виражений комір, «штани».

### Забарвлення
Допускаються будь-які колірні варіації, крім сіамських, абіссинського (зонального) забарвлення та їхніх поєднань із білим. Надається перевага варіантам забарвлення агуті й біколорам. Колір очей повинен відповідати забарвленню.

## Світлини

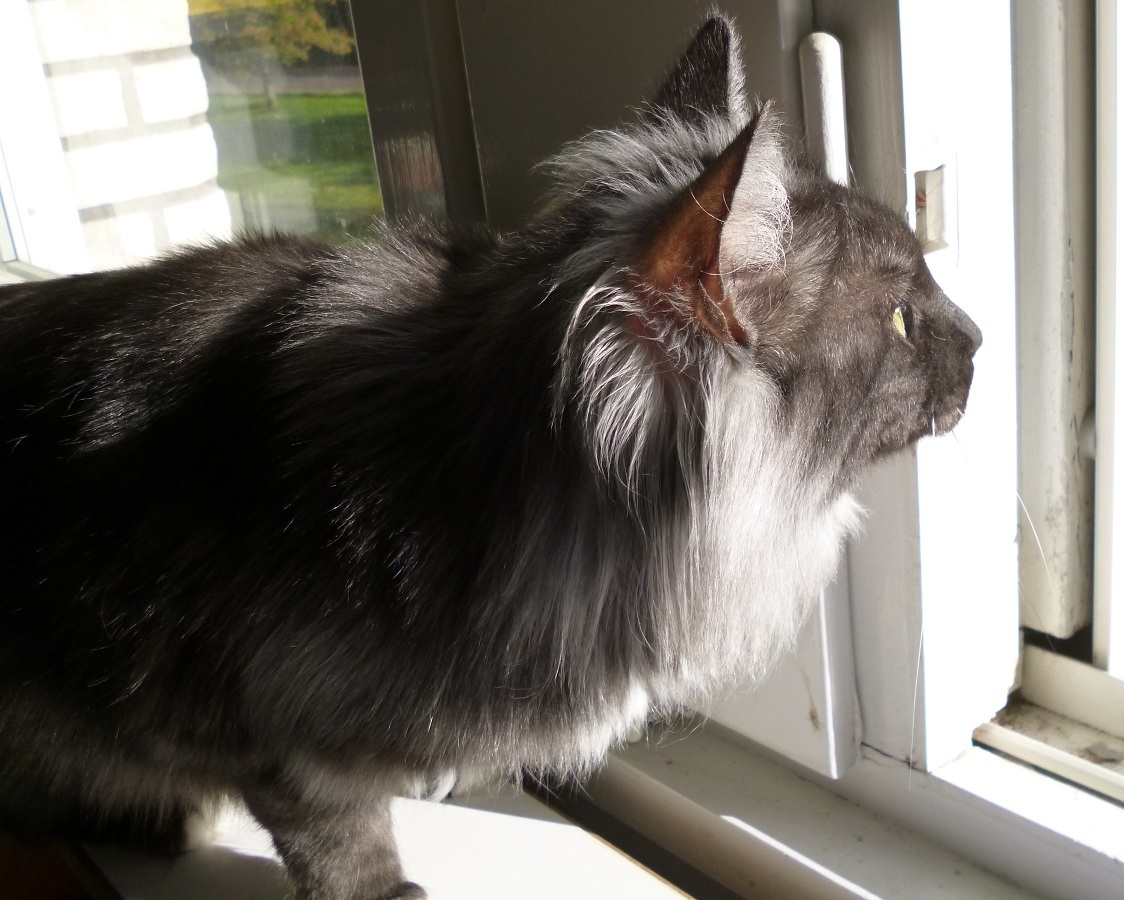
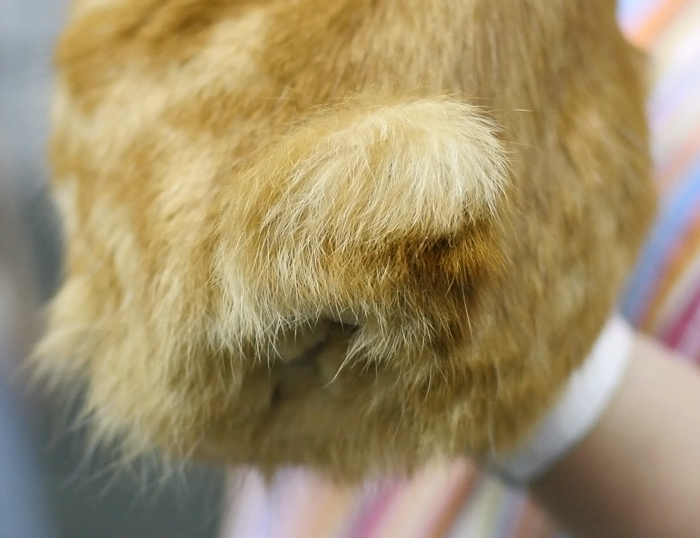
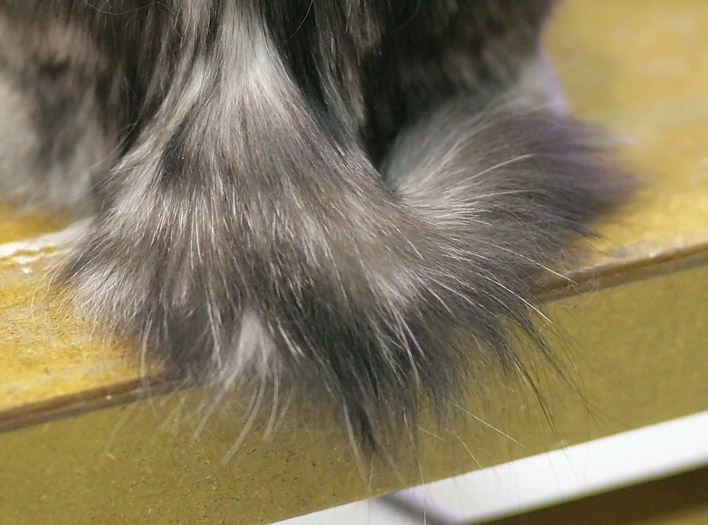
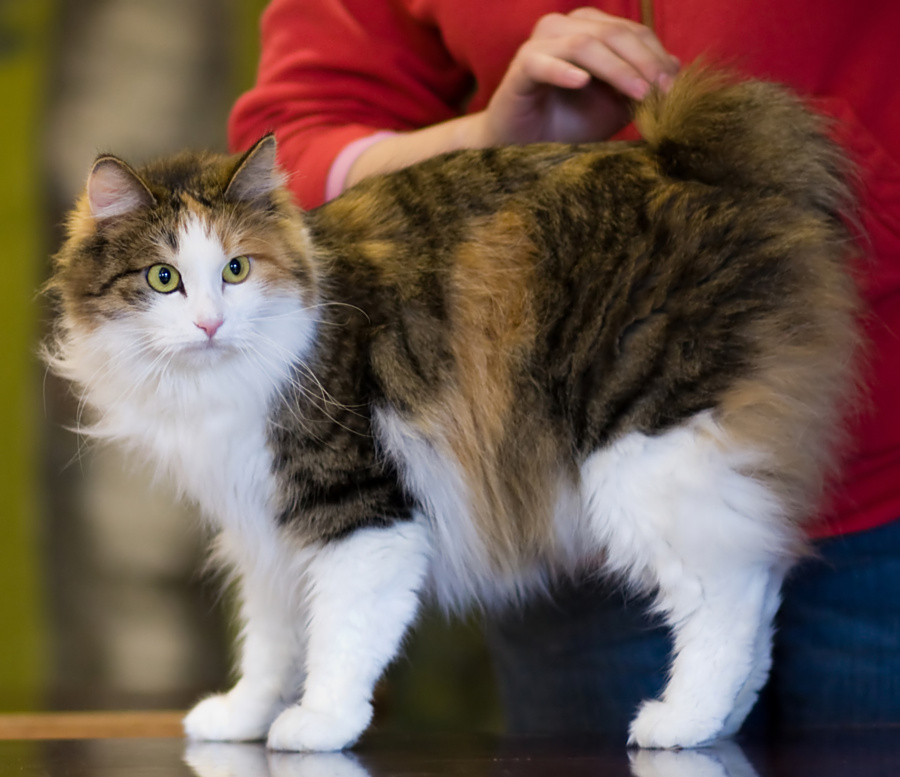
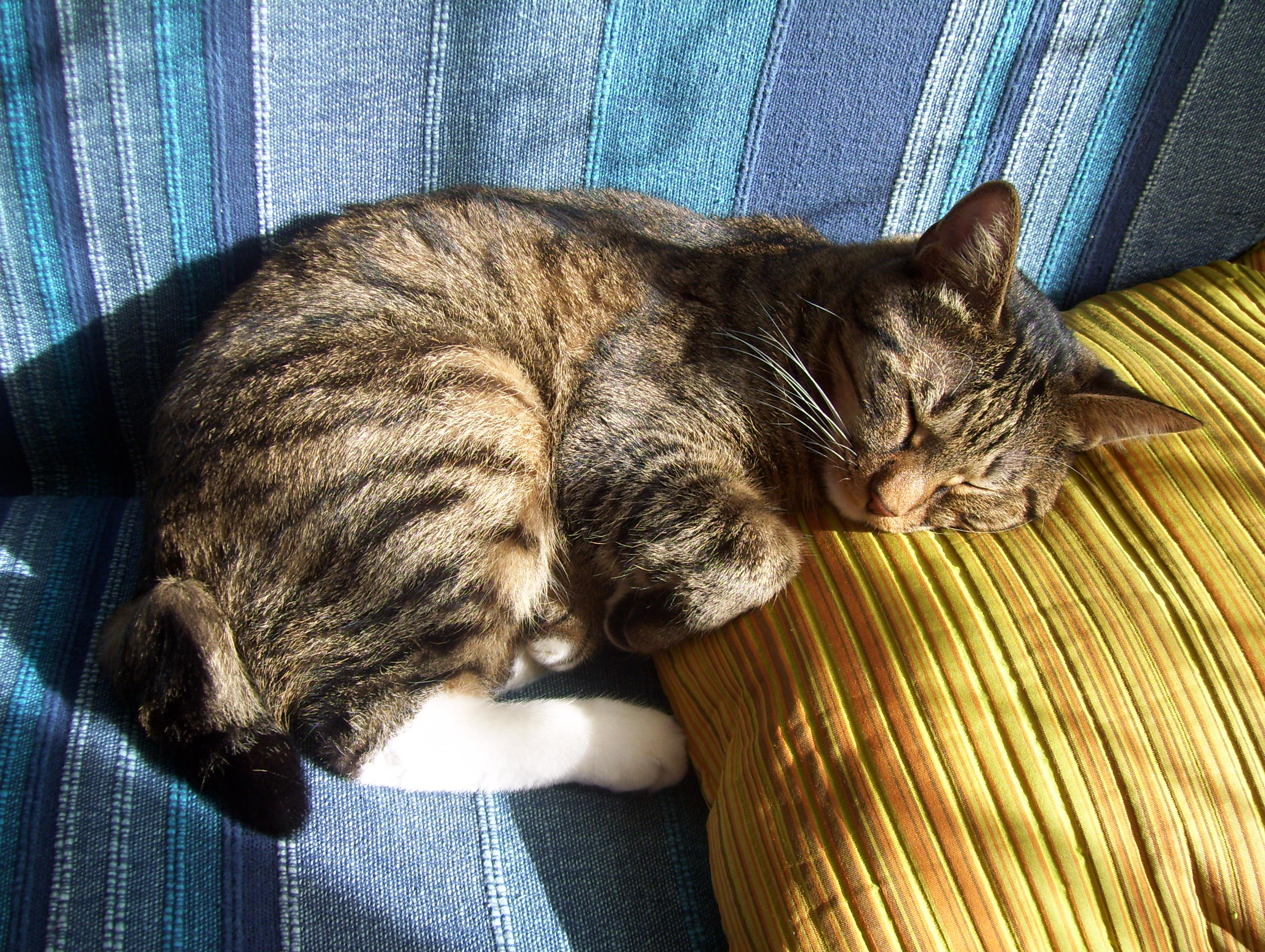